# Shades of Cool
Singles de Lana Del Rey
West Coast
(2014) Ultraviolence (en)
(2014)
Shades of Cool est une chanson  de l'auteure-compositrice-interprète américaine Lana Del Rey. Elle figure sur son troisième album studio intitulé Ultraviolence, et est sortie en tant que second single de l'album le 26 mai 2014 sur les labels Polydor et Interscope Records.

## Développement
La chanson est co-écrite par Lana Del Rey et Rick Nowels, qui a précédemment collaboré avec l'artiste sur Summertime Sadness et Young and Beautiful. La chanson est produite par Dan Auerbach du groupe The Black Keys.

## Composition
Shades of Cool est écrite en clé de ré mineur avec un lent tempo de 46 battements par minute. Il y a un passage joué à la guitare électrique.
Ce single est décrit comme une « sombre ballade » par Chris Coplan de Consequence of Sound.
Les vocalises de Lana Del Rey rappellent à Ryan Lathan de PopMatters la voix de la chanteuse Elizabeth Fraser du groupe Cocteau Twins.

## Clip vidéo
Le clip vidéo de Shades of Cool est réalisé par Jake Nava et sort le 17 juin 2014. Il s'agit d'un film noir romantique se déroulant à Los Angeles la nuit, dans les années 1970. Lana Del Rey danse pour le tatoueur Mark Mahoney (en) qui joue son amant.
Un second clip vidéo, du même réalisateur, sort au mois de juillet. Dans celui-ci, Lana Del Rey meurt.

## Réception

### Réception critique
Chris Coplan de Consequence of Sound complimente la chanson pour sa « grace et sophistication ». Pour Ryan Lathan de PopMatters, Lana Del Rey n'a jamais chanté aussi bien que sur ce titre.
Plusieurs critiques jugent que Shades of Cool pourrait figurer dans un film de James Bond, dont Saran Shetty de Slate et Calyn Ganz de Rolling Stone.

## Classements et certifications
| Classement par pays Cette section est vide, insuffisamment détaillée ou incomplète. Votre aide est la bienvenue ! Comment faire ? | Classement de fin d'année Cette section est vide, insuffisamment détaillée ou incomplète. Votre aide est la bienvenue ! Comment faire ? Certifications Cette section est vide, insuffisamment détaillée ou incomplète. Votre aide est la bienvenue ! Comment faire ? |

## Historique de sortie
| Country    | Date        | Format                 | Label                 |
| ---------- | ----------- | ---------------------- | --------------------- |
| Belgique   | 26 mai 2014 | Téléchargement digital | Universal Music Group |
| Espagne    | 26 mai 2014 | Téléchargement digital | Universal Music Group |
| France     | 26 mai 2014 | Téléchargement digital | Universal Music Group |
| Luxembourg | 26 mai 2014 | Téléchargement digital | Universal Music Group |
| Portugal   | 26 mai 2014 | Téléchargement digital | Universal Music Group |
| Suisse     | 26 mai 2014 | Téléchargement digital | Universal Music Group |
| États-Unis | 26 mai 2014 | Téléchargement digital | Interscope Records    |